# أوكوبة صلبة
أوكوبة صلبة (الاسم العلمي:Aucuba robusta) هي نوع من النباتات يتبع جنس الأوكوبة من فصيلة شرابات الحرير.